# Rhomphaea brasiliensis
Rhomphaea brasiliensis är en spindelart som beskrevs av Cândido Firmino de Mello-Leitão 1920. 
Rhomphaea brasiliensis ingår i släktet Rhomphaea och familjen klotspindlar. Inga underarter finns listade i Catalogue of Life.